# Timor Oriental
Timor Oriental (tetum: Timor-Leste, portuguès: Timor-Leste), oficialment la República Democràtica de Timor-Leste (tetum: Repúblika Demokrátika Timor-Leste, portuguès: República Democrática de Timor-Leste), és un estat d'Àsia que comprèn la meitat oriental de l'illa de Timor, l'enclavament d'Oecusse a la part occidental d'aquesta illa i Atauro i Jaco, dues illes pròximes. Els cims més alts són el Ramelau (2.920 m) i l'Aitana. La capital és Dili.
Antiga colònia portuguesa, el 1975, nou dies després d'haver-se'n declarat independent, Timor Oriental va ser envaït per Indonèsia, que l'ocupà fins al 1999. Després d'un referèndum d'autodeterminació promogut per l'ONU i de diversos incidents antisecessionistes, el país guanyà la plena independència el 2002.

## Història

### Període precolonial
D'acord amb alguns antropòlegs, un petit grup de caçadors i agricultors habitava l'illa de Timor pels voltants de 12 mil anys aC. Hi ha documents que certifiquen l'existència d'un comerç esporàdic entre Timor i la Xina a partir del segle vii, encara que aquest comerç es basés principalment en la venda d'esclau i fusta, utilitzada, aquesta darrera, per la fabricació de mobles de luxe. Cap al segle xiv, els habitants de Timor pagaven tributs al regne de Java. De fet, la paraula Timor prové dels malais i significaria Est (Leste en portuguès, Timur en llengua local).

### Domini portuguès
El primer contacte europeu amb l'illa es va produir amb els portuguesos quan aquests hi van desembarcar el 1512 a la cerca de matèries primeres. Durant uns quatre segles, Portugal no va utilitzar pràcticament el territori timorenc per a usos comercials. De fet, la capital, Dili, no va disposar de llum elèctrica fins al 1960, i només a la dècada següent es van dur a terme accions per fer disponible l'aigua i el clavegueram, i construir escoles i hospitals. La resta del país, principalment en zones rurals, continuava endarrerit.
Durant la Segona Guerra Mundial, en la que Portugal va restar neutral, el territori va ser ocupat per neerlandesos i australians. El febrer de 1942, Timor fou atacat pel Japó i defensat pel bàndol aliat. La batalla de Timor va durar un any i va suposar la massacre d'uns 70.000 civils timorencs, molts d'ells combatent com a guerrillers al costat aliat.
Fins a l'agost del 1975, Portugal va liderar el procés d'autodeterminació de Timor, promovent-hi la formació de partits polítics, en vista de la independència del territori. Quan les forces proindonèsies van atacar les portugueses, els portuguesos van haver d'abandonar el país i Timor va entrar en Guerra Civil. Guerra que va confrontar el Front Revolucionari de Timor-Leste Independent (FRETLIN) i la Unió Democràtica Timorenca (UDT). La FRETLIN en va sortir guanyadora i va proclamar la independència el 28 de novembre del mateix any; independència no reconeguda per Portugal.
El malestar intern posterior i la por del partit comunista Fretilin van portar a la invasió indonèsia de Timor Oriental, que es va oposar al concepte d'un Timor Oriental independent. El 7 de desembre, els militars indonesis desembarquen a Dili, la capital, ocupant la part oriental de Timor. Tot malgrat el reconeixement de l'ONU de Portugal com a potència administradora.
Timor Oriental va entrar a formar part de l'Organització de les Nacions Unides el 27 de setembre de 2002, esdevenint-ne el 191è membre.

## Geografia
Situada entre el sud-est asiàtic i Oceania, l'illa de Timor forma part del sud-est marítim asiàtic i és la més gran i oriental de les Illes Menors de la Sonda. Al nord de l'illa hi ha l'estret d'Ombai, l'estret de Wetar i la mar de Banda. El mar de Timor separa l'illa d'Austràlia pel sud i la província indonesia de Nusa Tenggara oriental es troba a l'oest de Timor Oriental. La superfície total és de 14.919 km². Timor Oriental té una zona econòmica exclusiva de 70.326 km².
Gran part del país és muntanyós, i el seu punt més alt és el Tatamailau (també conegut com el Mont Ramelau) a 2.963 metres. El clima és tropical i generalment càlid i humit. Es caracteritza per estacions de pluja i seques diferents. La capital, la ciutat més gran i el port principal és Dili, i la segona ciutat més gran és la ciutat oriental de Baucau. Timor Oriental es troba entre les latituds 8° i 10° S, i les longituds 124° i 128° E.

Mapa de classificació climàtica de Köppen per a Timor Oriental

La zona més oriental de Timor Oriental consta de la serralada Paitchau i la zona del llac Ira Lalaro, que conté la primera àrea de conservació del país, el Parc Nacional Nino Konis Santana. Conté l'última zona boscosa seca tropical que queda al país. Acull diverses espècies vegetals i animals úniques i està poc poblada. La costa nord es caracteritza per una sèrie de sistemes d'esculls de corall que s'ha determinat que estan en risc.
Timor Oriental és la llar de l'ecoregió de boscos caducifolis de Timor i Wetar. L'any 2018 tenia una puntuació mitjana de l’índex d’integritat del paisatge forestal de 7,11/10, situant-se en la 57a posició mundial de 172 països.

## Demografia
La població del país està a prop dels 1 143 667 persones. Està concentrada principalment entorn de Dili i és formada per una barreja ètnica, la majoria dels quals són descendents dels malaiopolinesis i melanesis. Hi ha, també una petita minoria xinesa, la majoria dels quals són hakka, tot i que molts han deixat el país a mitjans de la dècada dels 1970.

### Religió
Juntament amb les Filipines, és l'únic país de majoria religiosa catòlica de tot Àsia. D'acord amb el cens del 2015, el 97,6% de la població professa el catolicisme romà; el 1,96% el protestantisme o evangelisme; mentre que l'islam el practica menys del 0,5% de la població.
El nombre d'esglésies ha crescut de 100 al 1974 a més de 800 al 1994, resultat del domini d'indonèsia, que exigia que tots els ciutadans creguessin en un Déu i no reconeixia altres creences tradicionals. Tanmateix, malgrat la forta presència del catolicisme, l'animisme té una presència no menyspreable.
Encara que la constitució del Timor Oriental doni llibertat de culte i separació entre església i estat, s'hi reconeix el paper important fet per l'església catòlica en el procés d'autodeterminació.

### Llengües
D'acord amb la Constitució del país, el tetum i el portuguès tenen estatut de llengües oficials. Però, i d'acord amb el paràgraf 3 de l'article 3 de la Llei 1/2002, en cas de dubtes en la interpretació de les lleis, preval el portuguès. Més enllà d'aquestes dues llengües, n'existeixen més de 31 de caràcter nacional al país. L'anglès i l'indonesi, per la seva banda, tenen estatut de llengües de treball i pels fluxos migratoris el mandarí, el cantonès o el hakka són també molt parlats per petites comunitats.

## Govern i economia
El cap d'estat de Timor Oriental és el president, que s'escull pel vot popular per un mandat de cinc anys. Malgrat que el paper sigui llargament simbòlic, el president no té poder de veto sobre cert tipus de legislació. Després de les eleccions, el president designa el líder del partit més gran o coalició majoritària com a primer ministre de Timor Oriental. En tant que cap de govern, el primer ministre presideix el Consell d'Estat o de govern.
El parlament és de cambra única, la majoria dels seus membres sent escollits pel vot popular per un mandat de cinc anys també. El nombre de seients pot variar entre un mínim de 52 a un màxim de 65, encara que excepcionalment tingui 88 membres. La constitució del país s'ha inspirat àmpliament en la del Portugal. El país encara es troba en l'actualitat en procés de constitució del cos administratiu i institucional.

## Divisió administrativa

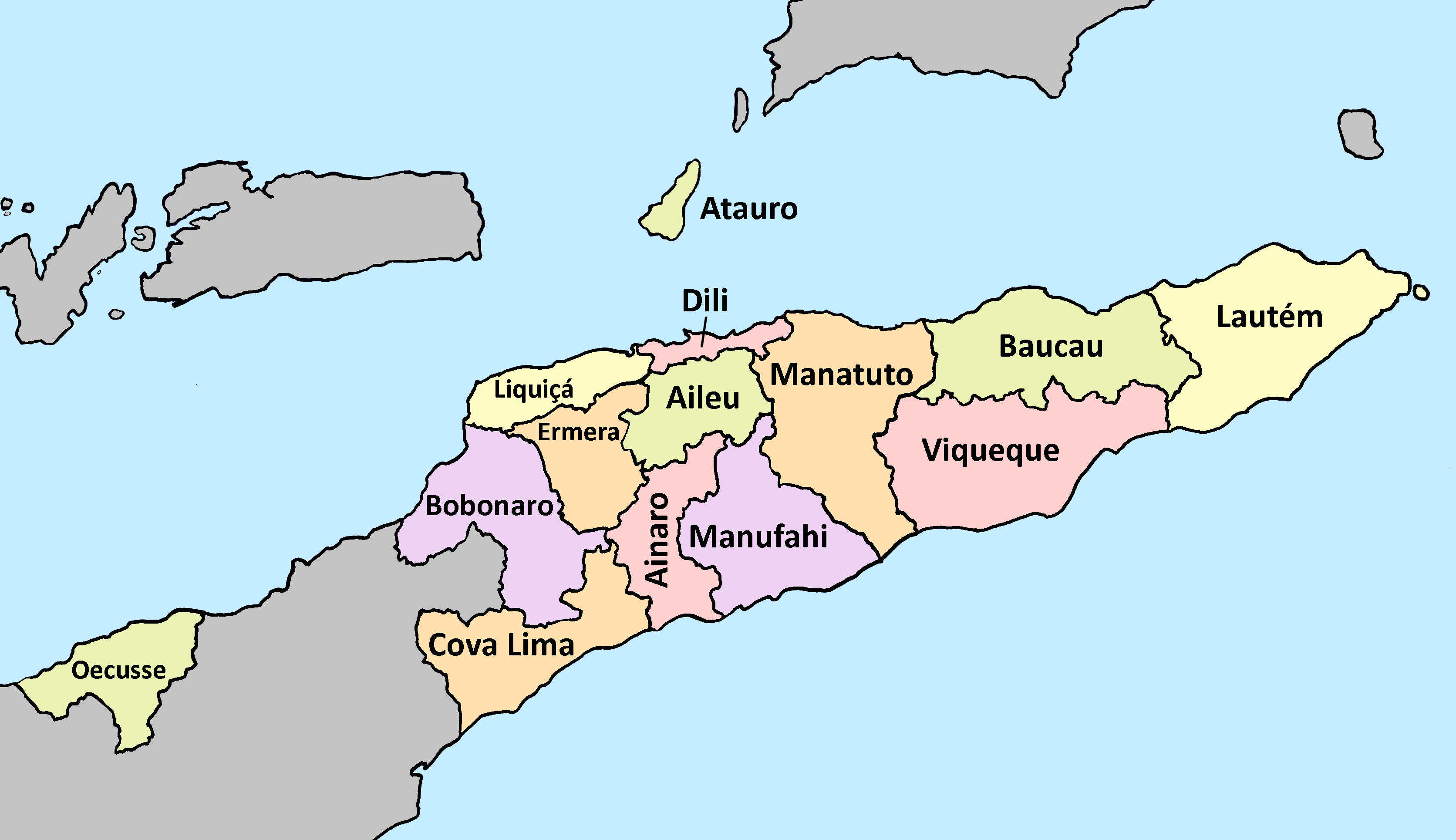
Els tretze districtes de Timor Oriental

El país se subdivideix en 13 districtes administratius, cadascun amb una capital, i que manté, amb poques diferències, els límits dels 13 municipis que existien durant els últims anys d'ocupació portuguesa:
1. Oecusse
2. Liquiçá
3. Dili
4. Manatuto
5. Baucau
6. Lautém
7. Bobonaro
8. Ermera
9. Aileu
10. Viqueque
11. Cova Lima
12. Ainaro
13. Manufahi

A més, el país és format per 65 subdistrictes, que poden variar el nombre entre tres i set subdistrictes segons el districte. Aquests poden dividir-se, després, en sucos (viles). N'hi ha 442.